# Гаданов, Залим Шалауатович
Залим Шалауатович Гаданов — российский дзюдоист, чемпион России, чемпион и призёр чемпионатов Европы, мастер спорта России международного класса. Родился и живёт в Нальчике. Член сборной команды страны в 2007-2017 годах.

## Биография
Родился 1 сентября 1981 г. Образование высшее, в 2003 г. окончил факультет физической культуры и спорта Архивная копия от 24 апреля 2018 на Wayback Machine Кабардино-Балкарского государственного университета им. Х. Бербекова по специальности «Физическая культура и спорт». Кандидат педагогических наук.
Доцент кафедры спортивно-педагогических дисциплин Кабардино-Балкарского государственного университета им. Х. Бербекова.
Мастер спорта России по дзюдо и самбо, в 2001 г. – серебряный призер Чемпионата Мира по самбо, 2006 г. – бронзовый призер Кубка Мира по дзюдо, серебряный призер клубного Чемпионата Европы по дзюдо, 2007 г. – серебряный призер клубного Чемпионата Европы по дзюдо.
Гаданов З. Ш. осуществляет тренерскую деятельность в Центре Олимпийской подготовки КБР и в Центре спортивной подготовки дзюдоистов при КБГУ. Преподает дисциплины: «Спортивные единоборства», «Повышение профессионального мастерства в избранном виде спорта (дзюдо)», «Теория и методика избранного вида спорта (дзюдо)», «Технология спортивной тренировки». Возглавляет Центр дзюдо при КБГУ. Архивная копия от 25 апреля 2018 на Wayback Machine

## Спортивные достижения
- Чемпион России по самбо 2001 г.;
- Серебряный призер чемпионата мира по самбо 2001 г.;
- Бронзовый призер чемпионата России по самбо 2004 г.;
- Бронзовый призер кубка мира по дзюдо 2006 г.;
- Победитель кубка России 2006 г.;
- Серебряный призер клубного чемпионата Европы по дзюдо 2007-2008 гг.;
- Победитель чемпионата вооруженных сил России 2005, 2006, 2007, 2008г.г.;
- Мастер спорта России по дзюдо;
- Мастер спорта международного класса по самбо;
- Заслуженный тренер России;
- Чемпион мира среди полицейских г. Лос-Анджелес (США) 2017 г. Архивная копия от 25 апреля 2018 на Wayback Machine

С 2015 г. по настоящее время  Заместитель Председателя региональной организации ОГО ВФСО «Динамо» КБР, майор внутренней службы.

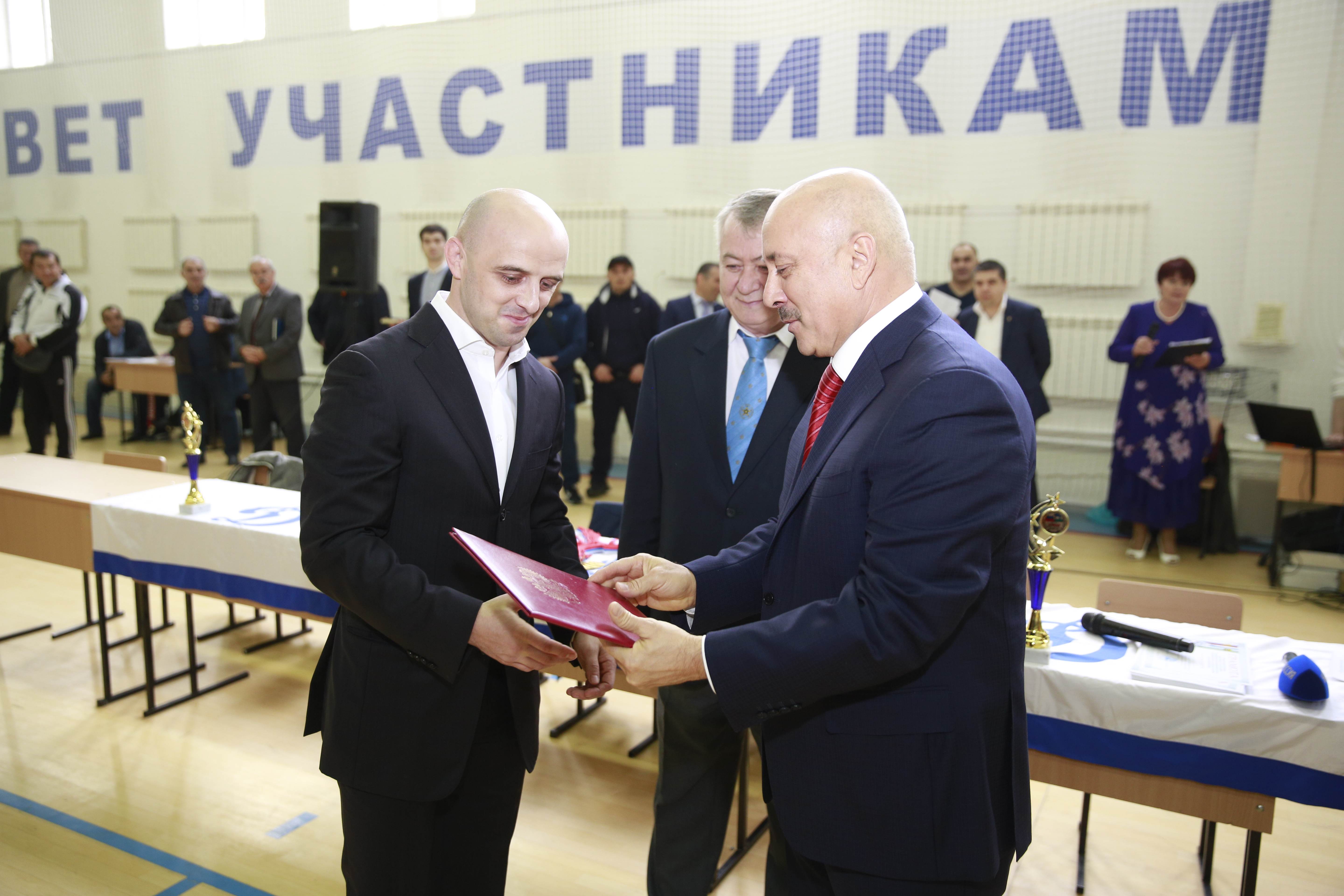
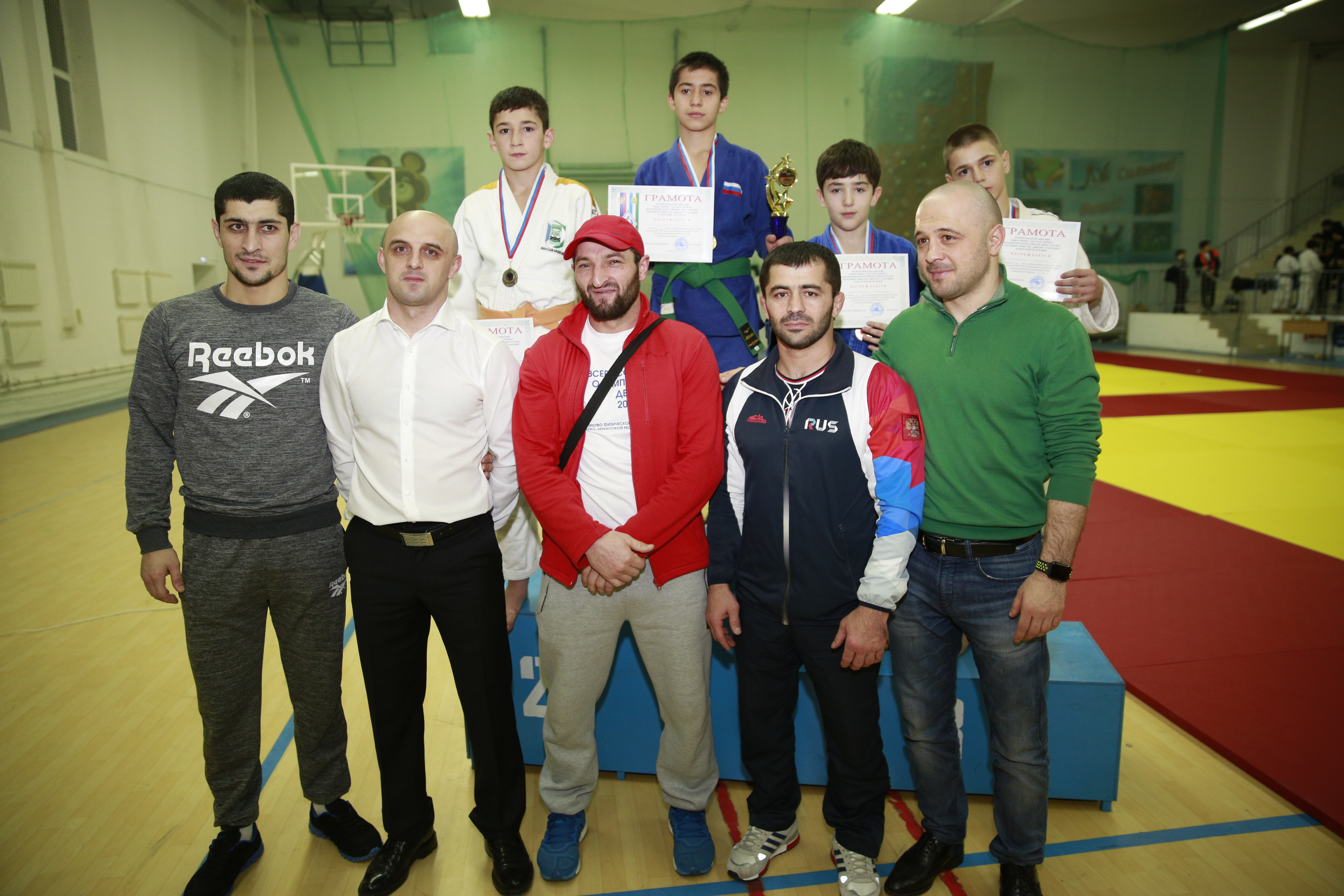
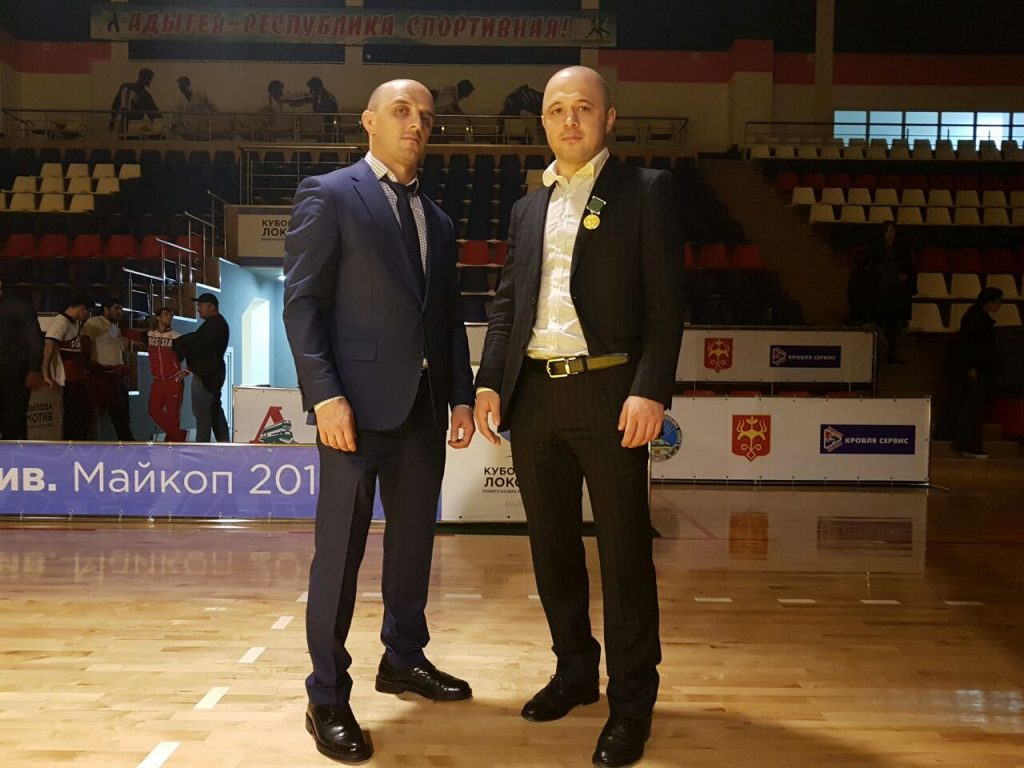

## Образование
- 1998-2003 гг. Кабардино-Балкарский Государственный университет  (факультет физической культуры и спорта).
- 2003-2007 гг. Кабардино-Балкарский Государственный университет (аспирантура) кафедра «Новейшие основы физической культуры и спорта».
- 2006-2009 гг. Кабардино-Балкарский Государственный университет  (юридический факультет, диплом с отличием)
- 2008- 2013 гг. Военный институт физической культуры при Военно-медицинской академии им. Кирова г. Санкт-Петербург (соискание ученой степени кандидата педагогических наук).2013 г. Защита кандидатской диссертации. Тема работы: «Профессиональное совершенствование личного состава по боевым и спортивным единоборствам, в условиях регионального подразделения МВД РФ». Кандидат педагогических наук.

Профессиональный опыт:
С 2006 г. по настоящее время тренер-преподаватель КБГУ по дисциплинам:
- Современные проблемы наук о физической культуре и спорта;
- Теория и методика в избранные виды спорта.

## Семья
Женат. Имеет троих детей